# Kjell Espmark
Kjell Espmark (* 19. Februar 1930 in Strömsund, Schweden; † 18. September 2022 in Stockholm) war ein schwedischer Lyriker, Schriftsteller und Literaturhistoriker.

## Leben
Espmark studierte Literaturgeschichte an der Universität Stockholm und verfasste in dieser Zeit seine ersten Gedichte. In den 1980er Jahren schrieb er seinen ersten Roman. Von 1978 bis 1995 war er Professor für Literaturgeschichte an der Universität Stockholm.
Espmark war ab 1981 Mitglied der Schwedischen Akademie sowie auch Mitglied und von 1988 bis 2004 Präsident des Nobelkomitees.

## Auszeichnungen
- 1976: Carl-Emil-Englund-Preis
- 1985: Bellman-Preis
- 1998: Kellgren-Preis
- 2000: Großer Preis des Samfundet De Nio
- 2010: Tranströmerpreis

## Werke
Espmarks literarisches Werk umfasst dreizehn Gedichtbände, zehn Romane und eine Sammlung von Kurzgeschichten. Außerdem schrieb er Monographien über Harry Martinson und Tomas Tranströmer und eine Autobiographie. In deutscher Sprache sind bisher erschienen:
- Der Nobelpreis für Literatur. Prinzipien und Bewertungen hinter den Entscheidungen. Vandenhoeck & Ruprecht, 1988, ISBN 978-3-525-01216-1.
- Die Lebenden sind ohne Gräber. Kleinheinrich Buch- und Kunstverlag, Münster 2008, ISBN 3-930754-38-X.
- Vintergata. Epifanier – Milchstraßen. Epiphanien. Aus dem Schwedischen von Klaus-Jürgen Liedtke. Kleinheinrich Buch- und Kunstverlag, Münster 2011, ISBN 978-3-930754-59-5.